# Paul Birukoff

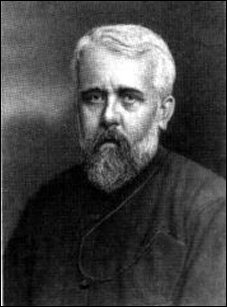
Paul Birukoff

Paul Birukoff (russisch Павел Иванович Бирюков/Pawel Iwanowitsch Birjukow, wiss. Transliteration Pavel Ivanovič Birjukov, * 15. November 1860 in Iwanowskoje, Gouvernement Kostroma; † 10. Oktober 1931 in Genf) war ein russischer Herausgeber und Pazifist.

## Leben
Paul Birukoff entstammt einer russischen Adelsfamilie. Nach der Ausbildung im Pagenkorps besuchte er die Seekriegsakademie N. G. Kusnezow in Sankt Petersburg und war darauf als Professor für Mathematik und Physik am Geophysikalischen Hauptobservatorium namens Wojeikow in Sankt Petersburg tätig. In dieser Zeit machte er die Bekanntschaft mit dem russischen Autor Lew Tolstoi. Er schloss sich seiner Bewegung an und wurde sein Freund und später sein Biograf.
In den 1890er Jahren engagierte sich Birukoff für die in Russland verfolgten Duchoborzen und unterstützte sie bei der Auswanderung nach Kanada und Zypern. Danach liess er sich in der Nähe von Genf nieder. 1903 wurde er Bürger der Stadt Genf.
1916 war Birukoff Mitorganisator des Congrès végétarien social zusammen mit Ida Hofmann, Otto Borngräber und Henri Oedenkoven auf dem Monte Verità.
Die Esperantistin und Vegetarierin Anna Scharapowa war eine Schwägerin Birukoffs.

## Veröffentlichungen (Auswahl)
russisch
- Maljowanzy. Geschichte einer Sekte. 1905

deutsch
- als Hg.: Tolstoi und der Orient. Briefe und sonstige Zeugnisse über Tolstois Beziehungen zu den Vertretern orientalischer Religionen. Zürich, Leipzig 1925
- als Hg.: Vater und Tochter. Tolstois Briefwechsel mit seiner Tochter Marie. Zürich, Leipzig 1927